# Ernst von Steinberg (Offizier)
Ernst Harry Adolf Ferdinand Friedrich von Steinberg, ab 1888 Graf von Steinberg (* 8. August 1848 in Brüggen; † 29. Dezember 1911 ebenda) war ein preußischer Offizier, Gutsbesitzer und Mitglied des Preußischen Herrenhauses.

## Leben
Ernst von Steinberg war der zweite Sohn des 1886 verstorbenen Gutsbesitzers Ernst Georg Karl von Steinberg und dessen Ehefrau Charlotte, geborene von Hedemann.
Er besuchte das Lyzeum in Hannover und hielt sich anschließend zur Vervollständigung seiner Kenntnisse in der französischen Sprache in Lausanne auf. Im Herbst 1868 trat er als Avantageur in das Königs-Husaren-Regiment der Preußischen Armee in Bonn ein, bei dem er im Frühjahr 1870 zum Sekondeleutnant befördert wurde. 1869 wurde er Mitglied des Corps Borussia Bonn. Nach der Teilnahme am Deutsch-Französischen Krieg wurde er am 1. Oktober 1873 auf seinen Antrag hin für ein Jahr à la suite gestellt, um sich in Leipzig einer wissenschaftlichen Ausbildung zu widmen. Eine anschließende Reise führte ihn nach Paris, London und Italien. Im Oktober 1874 trat er wieder in sein Regiment ein. 1879 wurde er für ein Jahr als Militärattaché zur deutschen Botschaft in Paris kommandiert. 1881 wurde er zum Rittmeister befördert und im gleichen Jahr zum königlichen Kammerjunker ernannt.
Aus der 1884 geschlossenen Ehe mit Johanna Dorothea Amalia von Heßberg, Tochter des Generals der Kavallerie Louis von Hesberg (1824–1909), gingen die Töchter Jutta (* 1885) und Gisela (* 1891) hervor.
Nach dem Tod des Vaters übernahm Steinberg anstelle seines nach Brasilien ausgewanderten älteren Bruders Kurt das Majorat auf Schloss Brüggen. Er schied aus dem aktiven Militärdienst aus, wurde zum Kammerherrn ernannt und am 27. Juni 1886 Ritter des Johanniterordens. 1887 trat er in das Preußische Herrenhaus ein. Am 5. Mai 1888 wurde er in den erblichen Grafenstand erhoben. Nach dem Tod seines Onkels Bodo von Steinberg erbte er die Güter der Bodenburger Linie. Als letzter männlicher Angehöriger der Familie vereinigte er damit den gesamten Steinbergischen Besitz in seiner Hand.
Steinberg erlag Ende 1911 einer Leberkrebserkrankung. Beigesetzt wurde er in der Schlosskirche in Brüggen. Mit ihm erlosch die Familie von Steinberg im Mannesstamm. Durch die Heirat seiner Tochter Jutta mit Burghard von Cramm fiel das Majorat Brüggen nach seinem Tod an die Familie von Cramm.